# Clarac (Haute-Garonne)
Pour les articles homonymes, voir Clarac.
Clarac est une commune française située dans l'ouest du département de la Haute-Garonne, en région Occitanie. Sur le plan historique et culturel, la commune est dans le pays de Comminges, correspondant à l’ancien comté de Comminges, circonscription de la province de Gascogne située sur les départements actuels du Gers, de la Haute-Garonne, des Hautes-Pyrénées et de l'Ariège.
Exposée à un climat océanique altéré, elle est drainée par la Garonne, le Lavet, Canal de Camon et par divers autres petits cours d'eau. La commune possède un patrimoine naturel remarquable : un site Natura 2000 (« Garonne, Ariège, Hers, Salat, Pique et Neste »), un espace protégé (« la Garonne, l'Ariège, l'Hers Vif et le Salat ») et deux zones naturelles d'intérêt écologique, faunistique et floristique.
Clarac est une commune rurale qui compte 676 habitants en 2022, après avoir connu une forte hausse de la population depuis 1975. Elle fait partie de l'aire d'attraction de Saint-Gaudens. Ses habitants sont appelés les Claracois ou  Claracoises.

## Géographie

### Localisation
La commune de Clarac se trouve dans le département de la Haute-Garonne, en région Occitanie.
Elle se situe à 87 km à vol d'oiseau de Toulouse, préfecture du département, et à 8 km de Saint-Gaudens, sous-préfecture.
Les communes les plus proches sont : 
Pointis-de-Rivière (1,3 km), Bordes-de-Rivière (1,3 km), Martres-de-Rivière (2,3 km), Ponlat-Taillebourg (2,7 km), Ausson (2,9 km), Huos (3,1 km), Ardiège (3,3 km), Cier-de-Rivière (3,8 km).
Sur le plan historique et culturel, Clarac fait partie du pays de Comminges, correspondant à l’ancien comté de Comminges, circonscription de la province de Gascogne située sur les départements actuels du Gers, de la Haute-Garonne, des Hautes-Pyrénées et de l'Ariège.
Les communes limitrophes sont  Bordes-de-Rivière, Le Cuing, Pointis-de-Rivière et Ponlat-Taillebourg.
|                    | Le Cuing           |                   |
| Ponlat-Taillebourg | Clarac             | Bordes-de-Rivière |
|                    | Pointis-de-Rivière |                   |

### Géologie et relief
La superficie de la commune est de 474 hectares ; son altitude varie de 387  à   515 mètres.

### Hydrographie

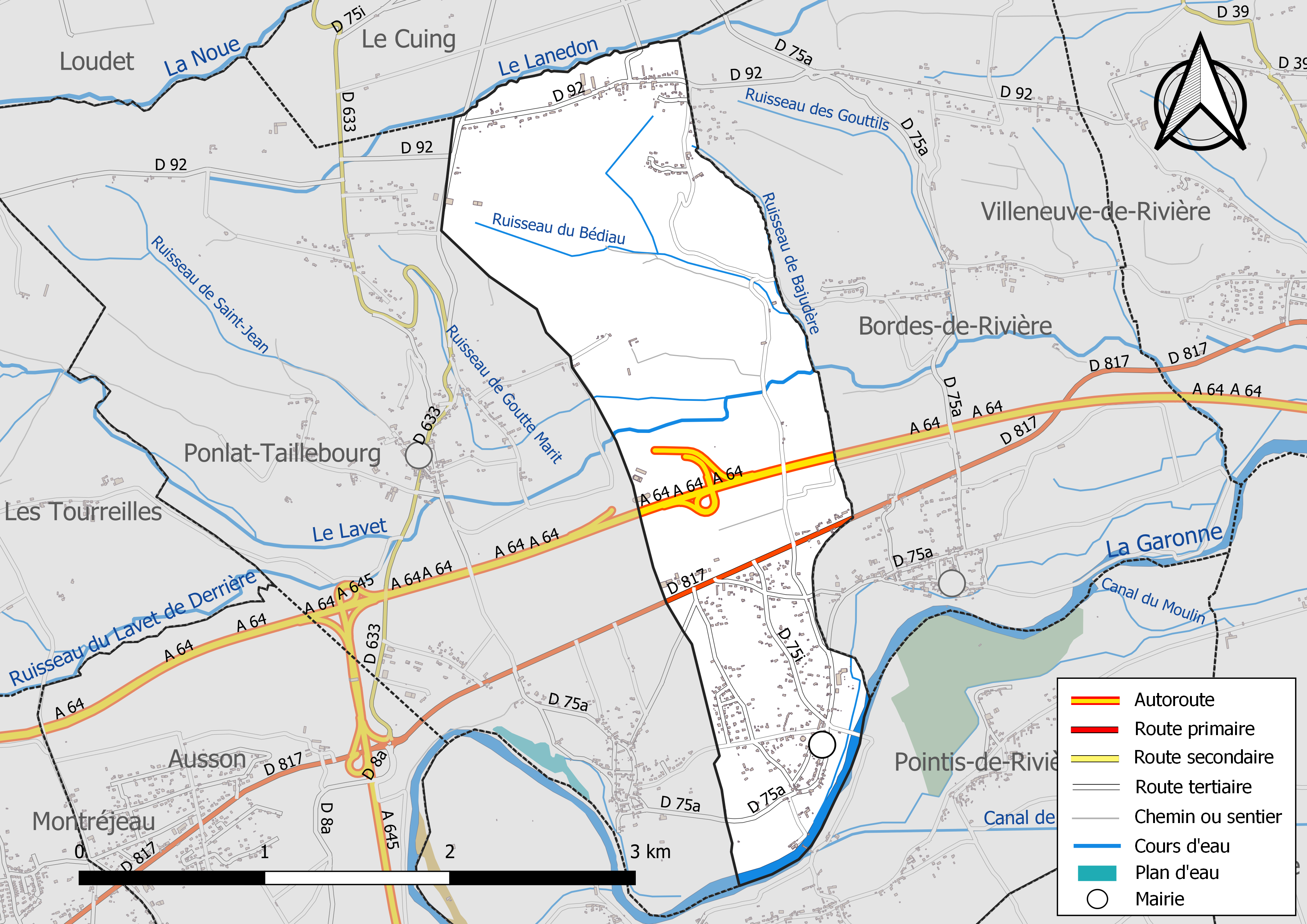
Réseaux hydrographique et routier de Clarac.

La commune est dans le bassin de la Garonne, au sein du bassin hydrographique Adour-Garonne. Elle est drainée par la Garonne, le Lavet, Canal de Camon, le ruisseau de Bajudère, le ruisseau de Goutte Marit, le ruisseau du Bédiau et par deux petits cours d'eau, constituant un réseau hydrographique de 8 km de longueur totale,.
La Garonne est un fleuve principalement français prenant sa source en Espagne et qui coule sur 529 km avant de se jeter dans l’océan Atlantique.
Le Lavet, d'une longueur totale de 16,7 km, prend sa source dans la commune de Saint-Laurent-de-Neste (65) et s'écoule d'ouest en est. Il traverse la commune et se jette dans la Garonne à Villeneuve-de-Rivière, après avoir traversé 8 communes.

### Climat
Pour des articles plus généraux, voir Climat de l'Occitanie et Climat de la Haute-Garonne.
En 2010, le climat de la commune est de type climat océanique altéré, selon une étude s'appuyant sur une série de données couvrant la période 1971-2000. En 2020, Météo-France publie une typologie des climats de la France métropolitaine dans laquelle la commune est exposée à un climat de montagne ou de marges de montagne et est dans la région climatique Pyrénées centrales, caractérisée par une pluviométrie annuelle de 1 000 à 1 200 mm.
Pour la période 1971-2000, la température annuelle moyenne est de 11,8 °C, avec une amplitude thermique annuelle de 14,5 °C. Le cumul annuel moyen de précipitations est de 830 mm, avec 8,6 jours de précipitations en janvier et 6,5 jours en juillet. Pour la période 1991-2020, la température moyenne annuelle observée sur la station météorologique installée sur la commune est de 12,5 °C et le cumul annuel moyen de précipitations est de 804,9 mm,. Pour l'avenir, les paramètres climatiques de la commune estimés pour 2050 selon différents scénarios d’émission de gaz à effet de serre sont consultables sur un site dédié publié par Météo-France en novembre 2022.
| Mois                                  | jan.           | fév.           | mars          | avril           | mai           | juin          | jui.          | août          | sep.          | oct.          | nov.          | déc.           | année      |
| ------------------------------------- | -------------- | -------------- | ------------- | --------------- | ------------- | ------------- | ------------- | ------------- | ------------- | ------------- | ------------- | -------------- | ---------- |
| Température minimale moyenne (°C)     | 0,1            | 0,6            | 2,7           | 5,3             | 9             | 12,7          | 14,7          | 14,5          | 11,2          | 7,9           | 3,1           | 0,6            | 6,9        |
| Température moyenne (°C)              | 5,2            | 6              | 8,6           | 11,1            | 14,5          | 18,2          | 20,4          | 20,4          | 17,3          | 13,8          | 8,4           | 5,8            | 12,5       |
| Température maximale moyenne (°C)     | 10,3           | 11,5           | 14,6          | 16,9            | 20            | 23,7          | 26            | 26,3          | 23,4          | 19,7          | 13,7          | 11,1           | 18,1       |
| Record de froid (°C) date du record   | −12,3 10.01.10 | −11,6 09.02.12 | −9,5 01.03.05 | −3,5 04.04.1996 | −0,9 06.05.19 | 1,7 01.06.06  | 6 10.07.07    | 4,8 31.08.10  | 1,3 25.09.02  | −3,6 29.10.12 | −8,8 18.11.07 | −12,5 25.12.01 | −12,5 2001 |
| Record de chaleur (°C) date du record | 22,8 01.01.22  | 24,4 27.02.19  | 27,5 29.03.23 | 29 30.04.05     | 31,4 30.05.01 | 37,3 18.06.22 | 39,3 03.07.15 | 40,2 24.08.23 | 34,6 06.09.06 | 33,1 01.10.23 | 26,1 01.11.20 | 23,4 07.12.00  | 40,2 2023  |
| Précipitations (mm)                   | 77,1           | 59,8           | 69,1          | 81,3            | 91,2          | 61            | 54,4          | 49,1          | 53,5          | 55,5          | 86,7          | 66,2           | 804,9      |

### Milieux naturels et biodiversité

#### Espaces protégés
La protection réglementaire est le mode d’intervention le plus fort pour préserver des espaces naturels remarquables et leur biodiversité associée,.
Un  espace protégé est présent sur la commune : 
« la Garonne, l'Ariège, l'Hers Vif et le Salat », objet d'un arrêté de protection de biotope, d'une superficie de 1 658,7 ha.

#### Réseau Natura 2000

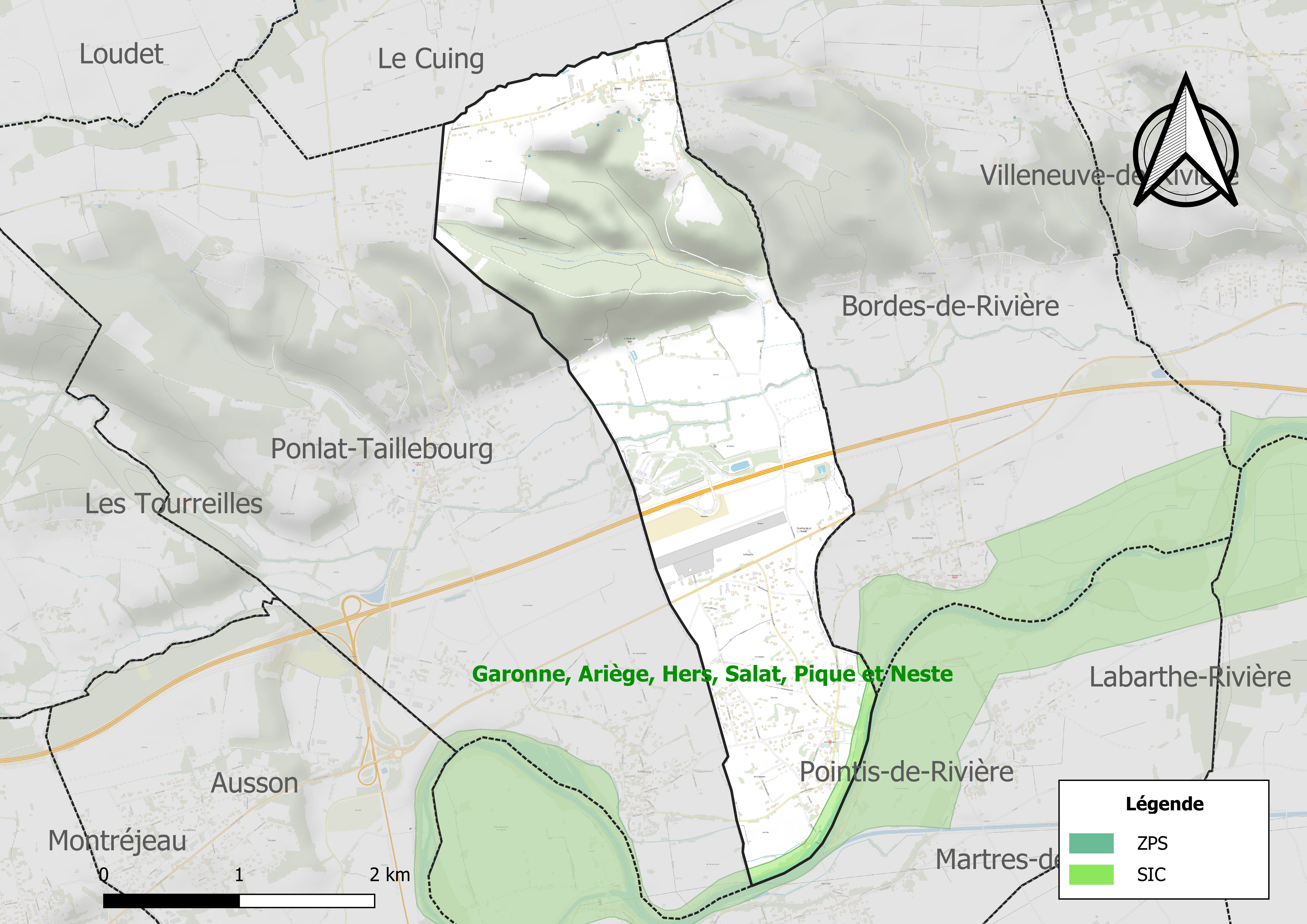
Site Natura 2000 sur le territoire communal.

Le réseau Natura 2000 est un réseau écologique européen de sites naturels d'intérêt écologique élaboré à partir des directives habitats et oiseaux, constitué de zones spéciales de conservation (ZSC) et de zones de protection spéciale (ZPS). 
Un site Natura 2000 a été défini sur la commune au titre de la directive habitats : « Garonne, Ariège, Hers, Salat, Pique et Neste », d'une superficie de 9 581 ha, un réseau hydrographique pour les poissons migrateurs (zones de frayères actives et potentielles importantes pour le Saumon en particulier qui fait l'objet d'alevinages réguliers et dont des adultes atteignent déjà Foix sur l'Ariège.

#### Zones naturelles d'intérêt écologique, faunistique et floristique

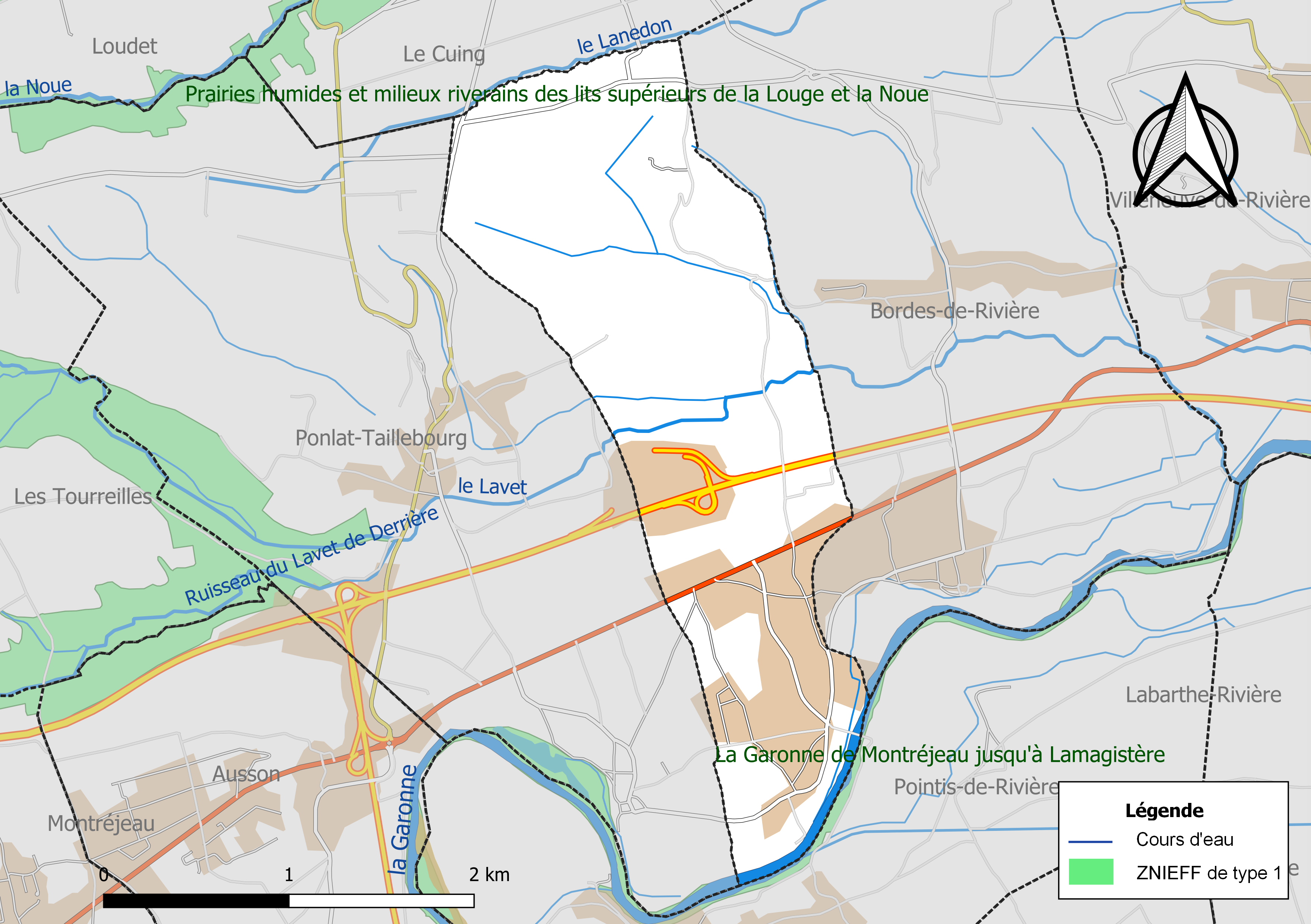
Carte de la ZNIEFF de type 1 localisée sur la commune.

L’inventaire des zones naturelles d'intérêt écologique, faunistique et floristique (ZNIEFF) a pour objectif de réaliser une couverture des zones les plus intéressantes sur le plan écologique, essentiellement dans la perspective d’améliorer la connaissance du patrimoine naturel national et de fournir aux différents décideurs un outil d’aide à la prise en compte de l’environnement dans l’aménagement du territoire. 
Une ZNIEFF de type 1 est recensée sur la commune :
« la Garonne de Montréjeau jusqu'à Lamagistère » (5 075 ha), couvrant 92 communes dont 63 dans la Haute-Garonne, trois en Lot-et-Garonne et 26 en Tarn-et-Garonne et une ZNIEFF de type 2, : 
« la Garonne et milieux riverains, en aval de Montréjeau » (6 874 ha), couvrant 93 communes dont 64 dans la Haute-Garonne, trois en Lot-et-Garonne et 26 en Tarn-et-Garonne.

## Urbanisme

### Typologie
Au 1er janvier 2024, Clarac est catégorisée commune rurale à habitat dispersé, selon la nouvelle grille communale de densité à sept niveaux définie par l'Insee en 2022.
Elle est située hors unité urbaine. Par ailleurs la commune fait partie de l'aire d'attraction de Saint-Gaudens, dont elle est une commune de la couronne,. Cette aire, qui regroupe 85 communes, est catégorisée dans les aires de moins de 50 000 habitants,.

### Occupation des sols

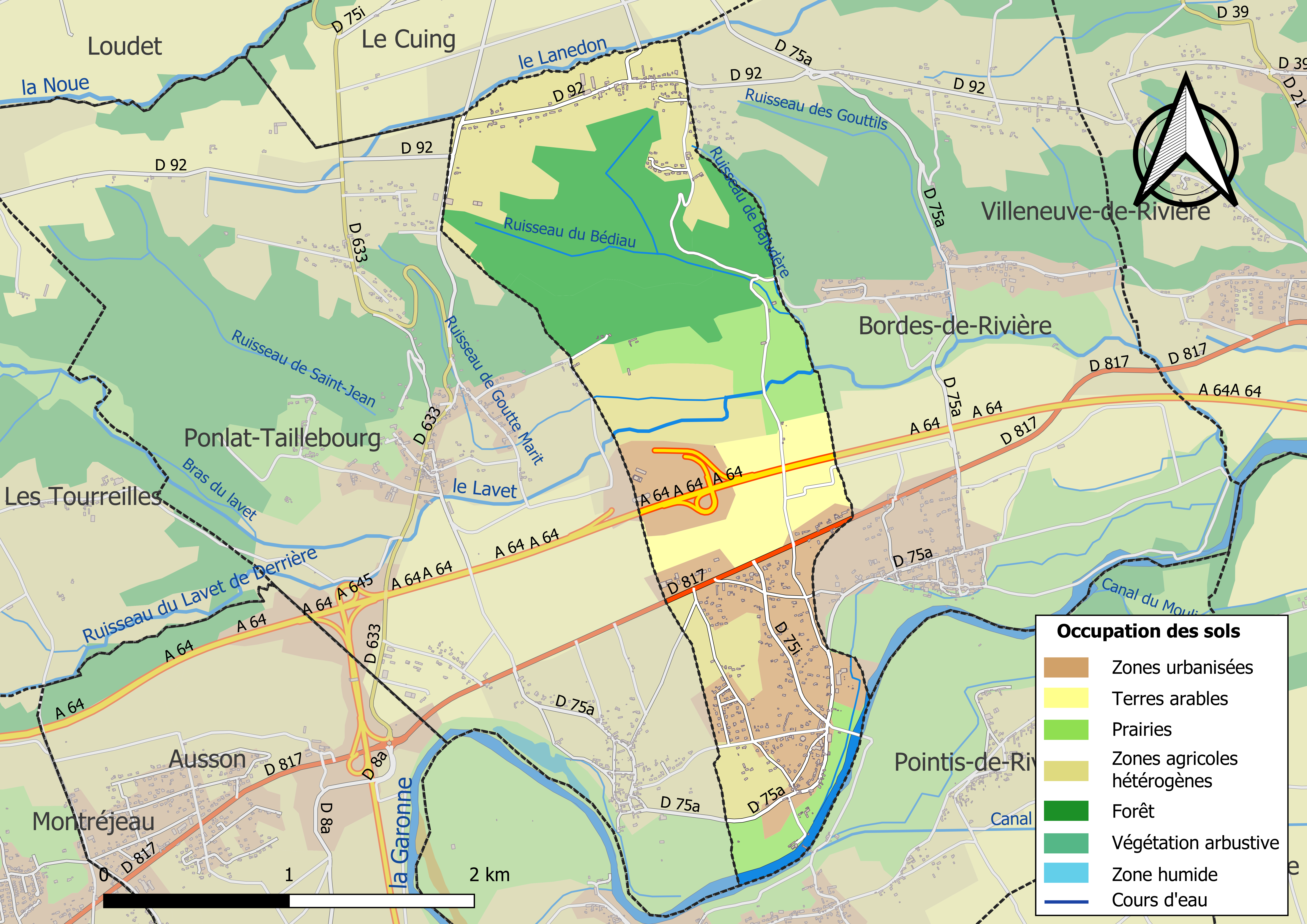
Carte des infrastructures et de l'occupation des sols de la commune en 2018 (CLC).

L'occupation des sols de la commune, telle qu'elle ressort de la base de données européenne d’occupation biophysique des sols Corine Land Cover (CLC), est marquée par l'importance des territoires agricoles (42,6 % en 2018), en diminution par rapport à 1990 (59,7 %). La répartition détaillée en 2018 est la suivante : 
forêts (27,4 %), zones urbanisées (24,9 %), zones agricoles hétérogènes (21 %), prairies (12,4 %), terres arables (9,2 %), zones industrielles ou commerciales et réseaux de communication (5,1 %).
L'IGN met par ailleurs à disposition un outil en ligne permettant de comparer l’évolution dans le temps de l’occupation des sols de la commune (ou de territoires à des échelles différentes). Plusieurs époques sont accessibles sous forme de cartes ou photos aériennes : la carte de Cassini (XVIIIe siècle), la carte d'état-major (1820-1866) et la période actuelle (1950 à aujourd'hui).

### Voies de communication et transports
Accès avec la ligne régulière de transport interurbain du réseau Arc-en-ciel (anciennement SEMVAT) ainsi qu'avec l'aérodrome de Saint-Gaudens - Montréjeau situé sur la commune.

### Risques majeurs
Le territoire de la commune de Clarac est vulnérable à différents aléas naturels : météorologiques (tempête, orage, neige, grand froid, canicule ou sécheresse), inondations et séisme (sismicité modérée). Il est également exposé à un risque technologique, la rupture d'un barrage. Un site publié par le BRGM permet d'évaluer simplement et rapidement les risques d'un bien localisé soit par son adresse soit par le numéro de sa parcelle.

#### Risques naturels
Certaines parties du territoire communal sont susceptibles d’être affectées par le risque d’inondation par débordement de cours d'eau, notamment le Lavet. La commune a été reconnue en état de catastrophe naturelle au titre des dommages causés par les inondations et coulées de boue survenues en 1982, 1999 et 2009,.

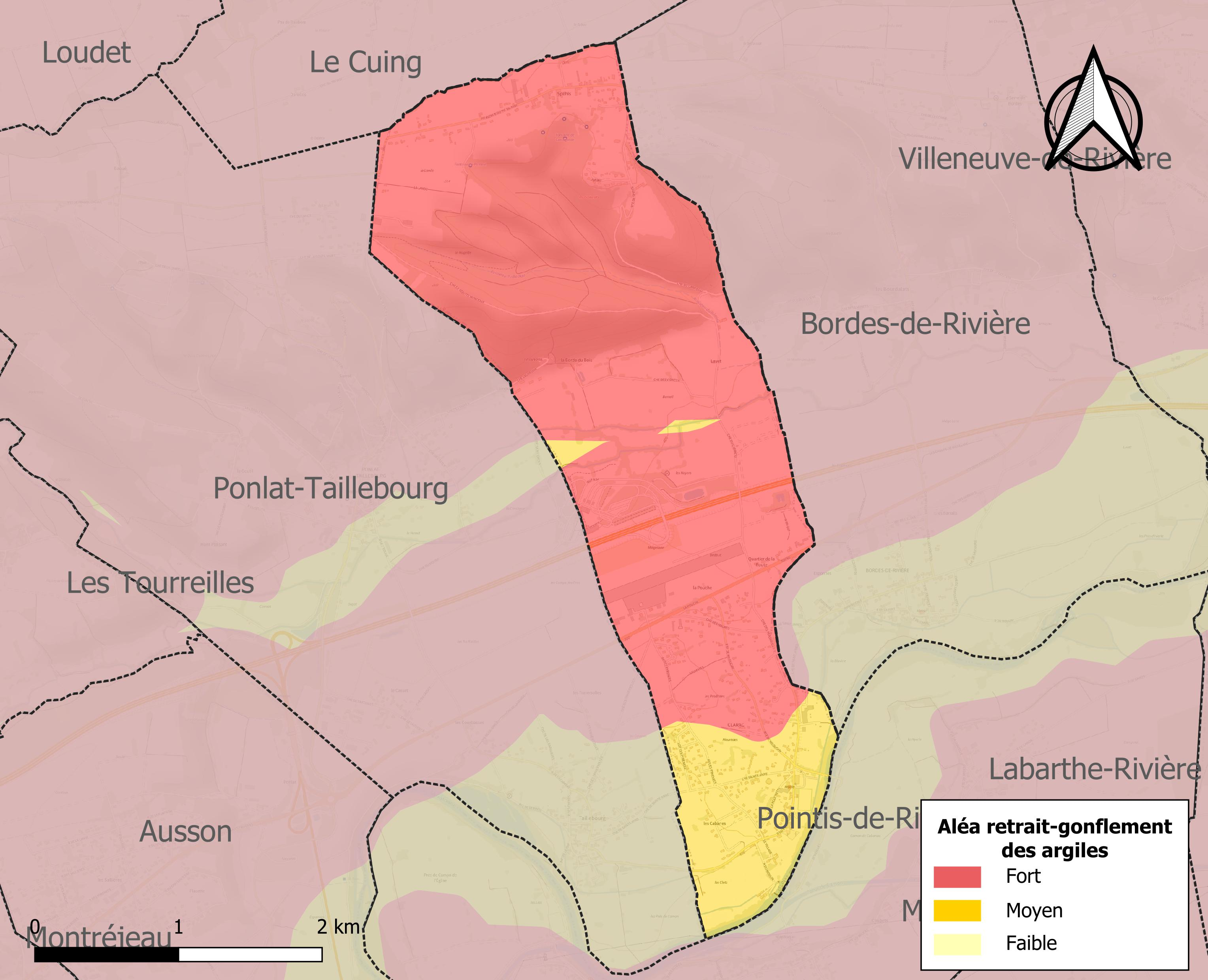
Carte des zones d'aléa retrait-gonflement des sols argileux de Clarac.

Le retrait-gonflement des sols argileux est susceptible d'engendrer des dommages importants aux bâtiments en cas d’alternance de périodes de sécheresse et de pluie. La totalité de la commune est en aléa moyen ou fort (88,8 % au niveau départemental et 48,5 % au niveau national). Sur les 262 bâtiments dénombrés sur la commune en 2019, 262 sont en aléa moyen ou fort, soit 100 %, à comparer aux 98 % au niveau départemental et 54 % au niveau national. Une cartographie de l'exposition du territoire national au retrait gonflement des sols argileux est disponible sur le site du BRGM,.
Par ailleurs, afin de mieux appréhender le risque d’affaissement de terrain, l'inventaire national des cavités souterraines permet de localiser celles situées sur la commune.
Concernant les mouvements de terrains, la commune a été reconnue en état de catastrophe naturelle au titre des dommages causés par la sécheresse en 1989 et 2017 et par des mouvements de terrain en 1999.

#### Risques technologiques
La commune est en outre située en aval des barrages du Portillon, de Cap de Long (Hautes-Pyrénées) et de l'Oule (Hautes-Pyrénées). À ce titre elle est susceptible d’être touchée par l’onde de submersion consécutive à la rupture d'un de ces ouvrages.

## Histoire
Une seigneurie est mentionnée au XVIe siècle, qui faisait partie du fief de Lescure.

## Politique et administration

### Administration municipale
Le nombre d'habitants au recensement de 2011 étant compris entre 500 et 1 499 habitants, le nombre de membres du conseil municipal pour l'élection de 2014 est de quinze,.

### Rattachements administratifs et électoraux
Commune faisant partie de la huitième circonscription de la Haute-Garonne, de la communauté de communes Cœur et Coteaux du Comminges et du canton de Saint-Gaudens (avant le redécoupage départemental de 2014, Clarac faisait partie de l'ex-canton de Montréjeau). Avant le 1er janvier 2017, elle faisait partie de la communauté de communes Nébouzan-Rivière-Verdun. La commune est également membre du SIVOM de Saint-Gaudens Montréjeau Aspet Magnoac.

### Liste des maires

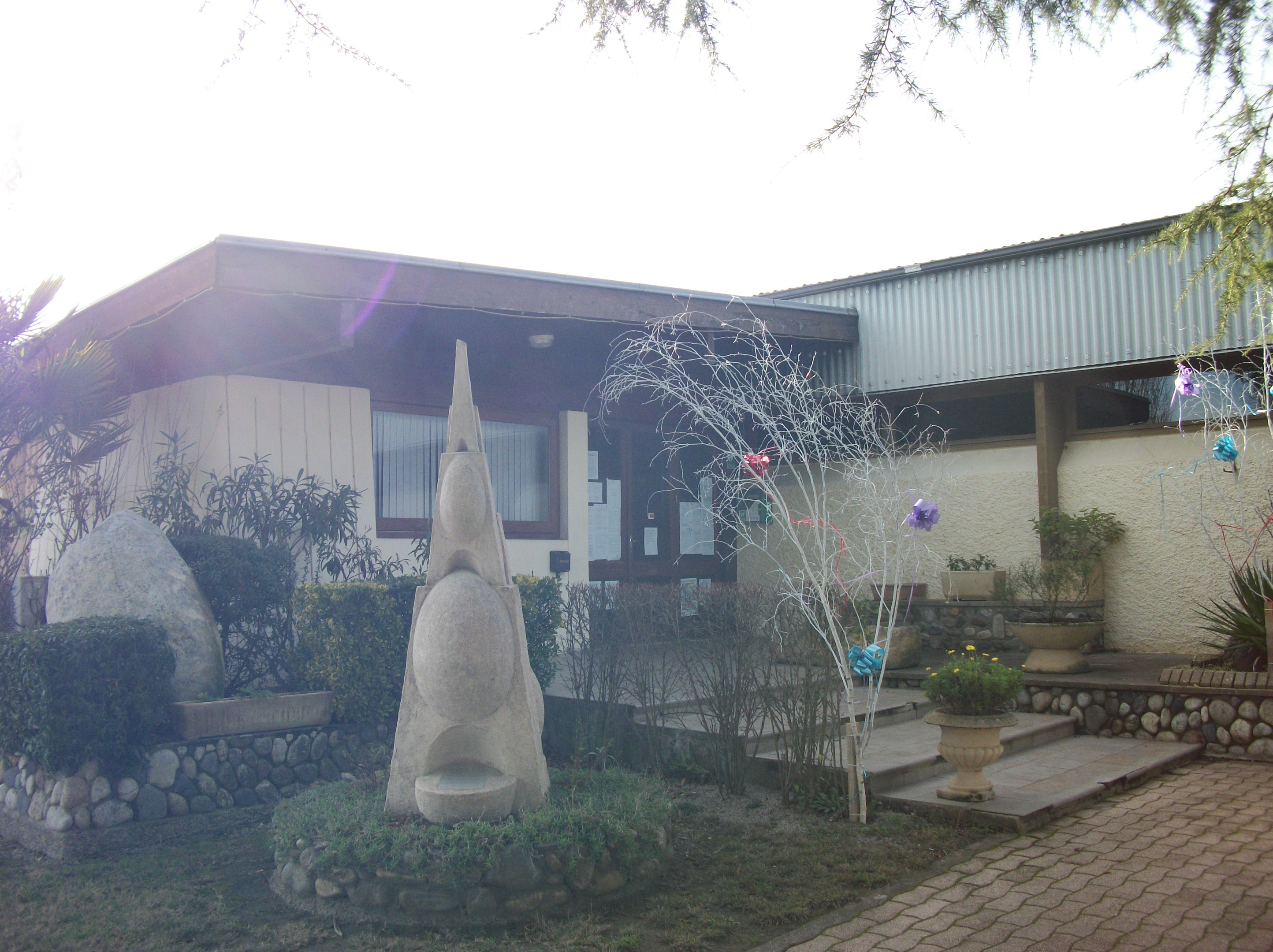
La Mairie

| Période                                  | Période  | Identité             | Étiquette | Qualité                                                                            |
| ---------------------------------------- | -------- | -------------------- | --------- | ---------------------------------------------------------------------------------- |
| Les données manquantes sont à compléter. |          |                      |           |                                                                                    |
| 1878                                     | 1925     | Dominique Manent     |           |                                                                                    |
| 1925                                     | 1929     | Jean Capéran         |           |                                                                                    |
| 1929                                     | 1963     | Jean Manent          |           |                                                                                    |
| 1964                                     | 1995     | Dominique Manent     |           | Président du SIVOM de Saint-Gaudens Montréjeau Aspet Magnoac                       |
| 1995                                     | 2008     | Jean-Philippe Manent |           |                                                                                    |
| 2008                                     | En cours | Jean-Paul Manent     | DVG       | Fonctionnaire Président du SIVOM de Saint-Gaudens Montréjeau Aspet Magnoac (2020-) |

## Population et société

### Démographie
| 1793 | 1800 | 1806 | 1821 | 1831 | 1836 | 1841 | 1846 | 1851 |
| ---- | ---- | ---- | ---- | ---- | ---- | ---- | ---- | ---- |
| 197  | 180  | 188  | 233  | 275  | 303  | 297  | 330  | 312  |

| 1856 | 1861 | 1866 | 1872 | 1876 | 1881 | 1886 | 1891 | 1896 |
| ---- | ---- | ---- | ---- | ---- | ---- | ---- | ---- | ---- |
| 312  | 406  | 425  | 442  | 464  | 321  | 301  | 288  | 280  |

| 1901 | 1906 | 1911 | 1921 | 1926 | 1931 | 1936 | 1946 | 1954 |
| ---- | ---- | ---- | ---- | ---- | ---- | ---- | ---- | ---- |
| 255  | 236  | 215  | 208  | 180  | 176  | 153  | 130  | 137  |

| 1962 | 1968 | 1975 | 1982 | 1990 | 1999 | 2004 | 2006 | 2009 |
| ---- | ---- | ---- | ---- | ---- | ---- | ---- | ---- | ---- |
| 137  | 167  | 189  | 255  | 452  | 508  | 539  | 557  | 566  |

| 2014 | 2019 | 2022 | - | - | - | - | - | - |
| ---- | ---- | ---- | - | - | - | - | - | - |
| 616  | 658  | 676  | - | - | - | - | - | - |

| selon la population municipale des années : | 1968 | 1975 | 1982 | 1990 | 1999 | 2006 | 2009 | 2013 |
| Rang de la commune dans le département      | 347  | 279  | 259  | 209  | 212  | 210  | 214  | 216  |
| Nombre de communes du département           | 592  | 582  | 586  | 588  | 588  | 588  | 589  | 589  |

### Économie
L'économie de la commune est essentiellement basée sur l'agriculture.

### Enseignement
Clarac fait partie de l'académie de Toulouse.
La commune dispose d'une école élémentaire pour l'année 2018-2019.

### Activités sportives
Chasse, pétanque, football.   

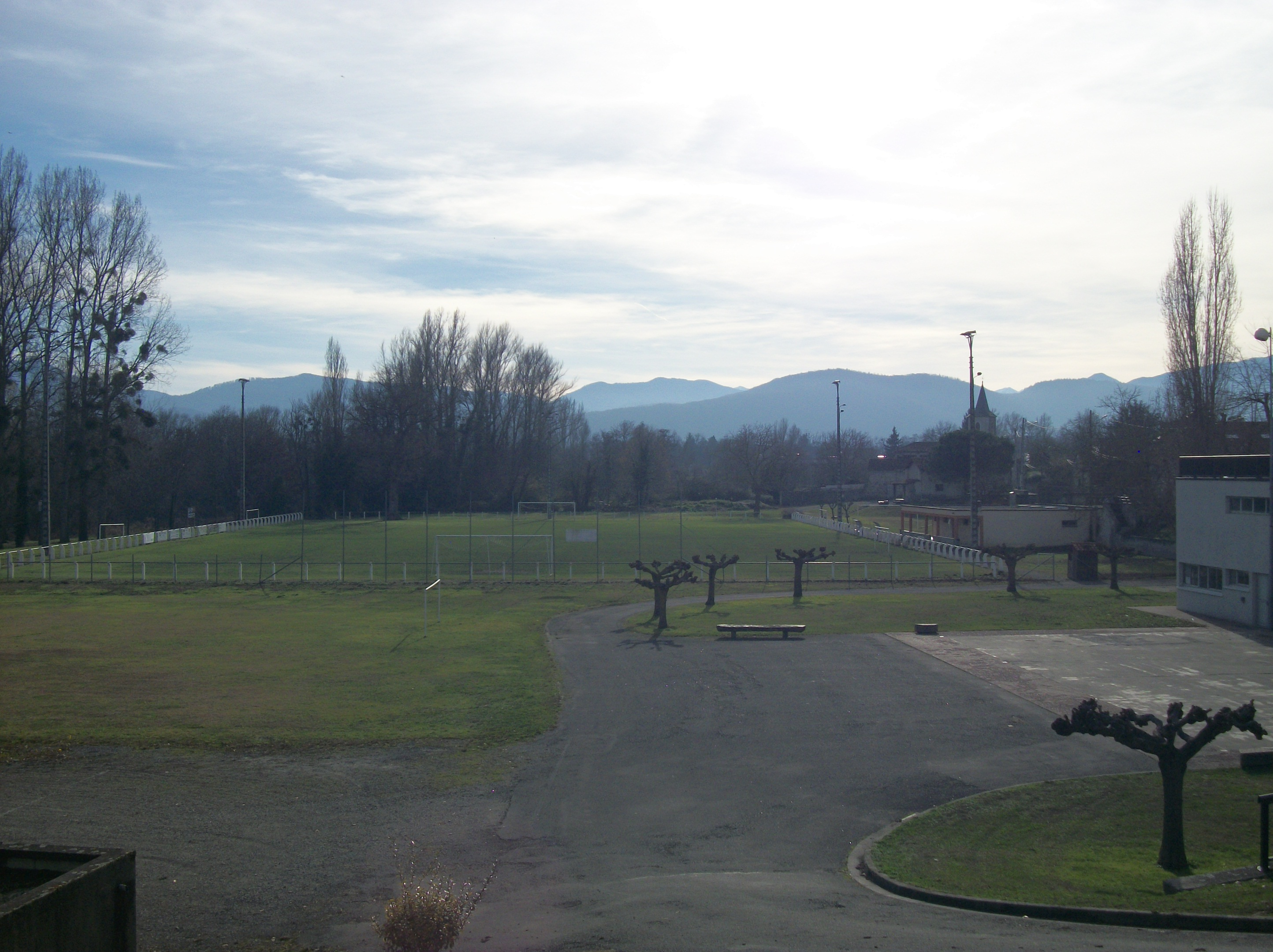
Stade de Football
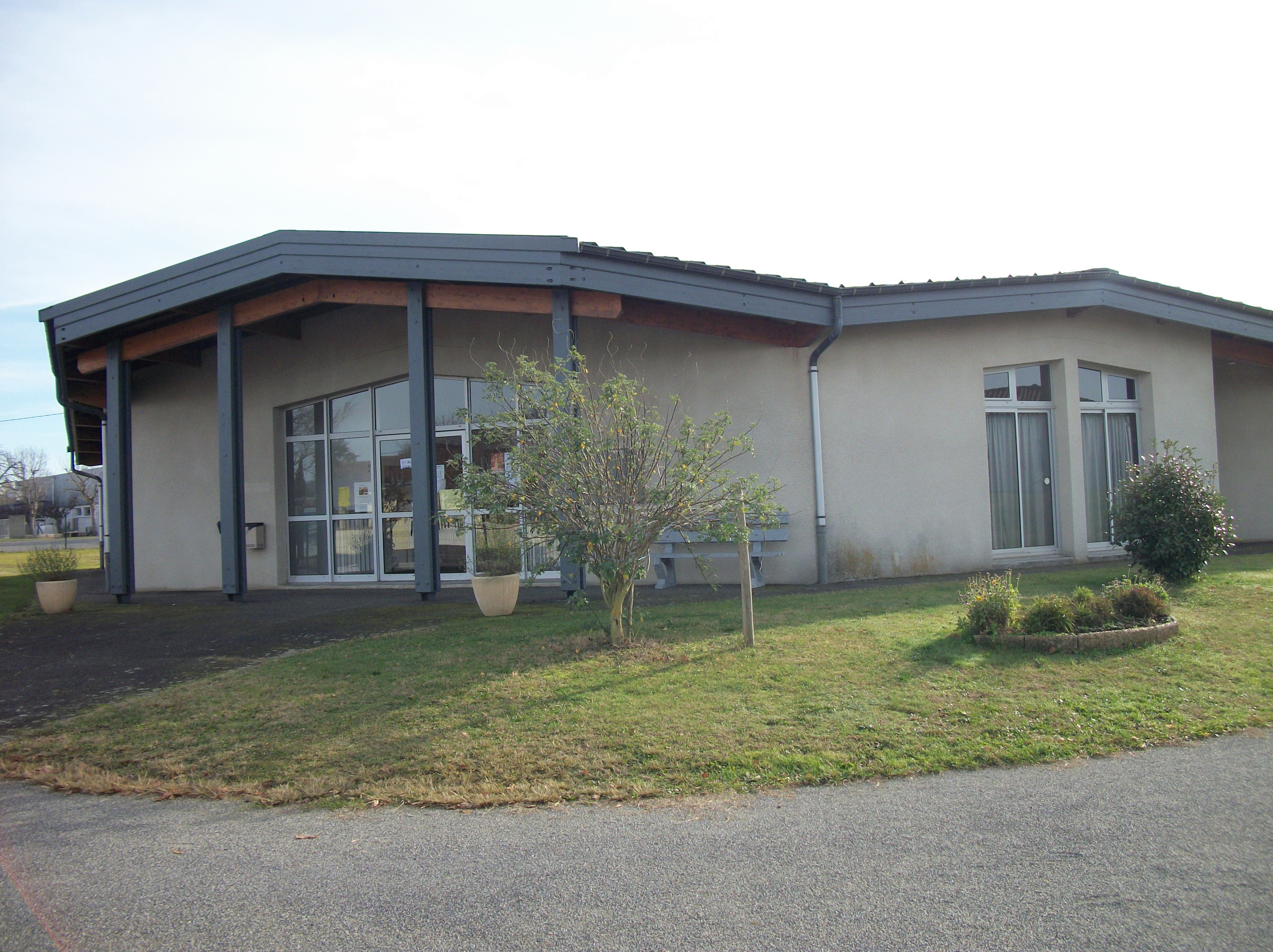
Foyer Rural Intercommunal

## Culture locale et patrimoine

### Lieux et monuments
- Balade dans le village au bord de la Garonne.
- Église Saint-Blaise.
- Statue de Sainte-Germaine.
- Jardin suspendu.
- Chapelle Sainte-Anne construite en 1980.
- Balade aux Spéhis sur les hauteurs de la commune.
- Aérodrome de Saint-Gaudens - Montréjeau.
- Pont en béton (1962) de la RD 75 sur la Garonne.
- Chapelle dans le quartier Spéhis

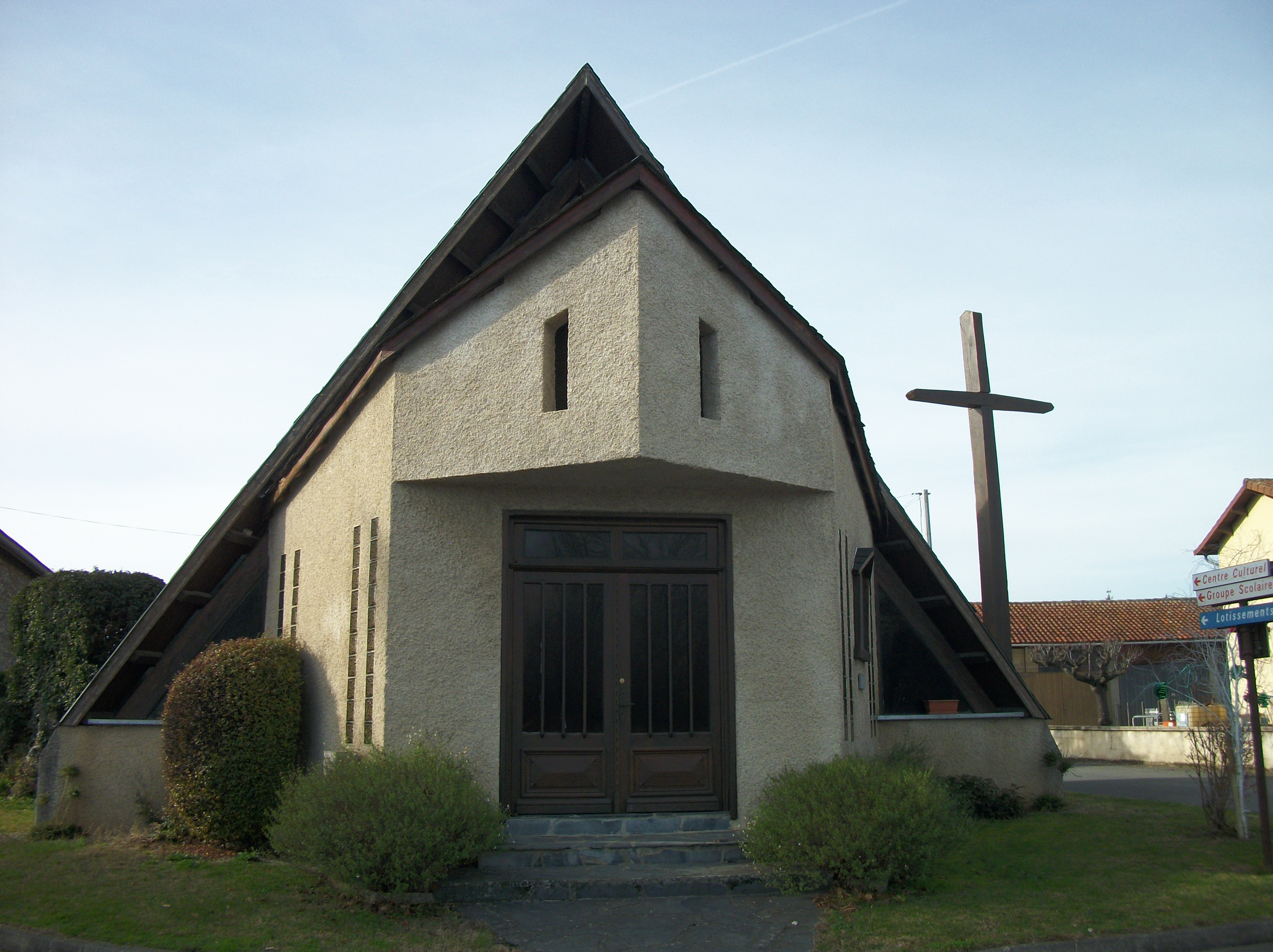
Chapelle Sainte-Anne construite en 1980
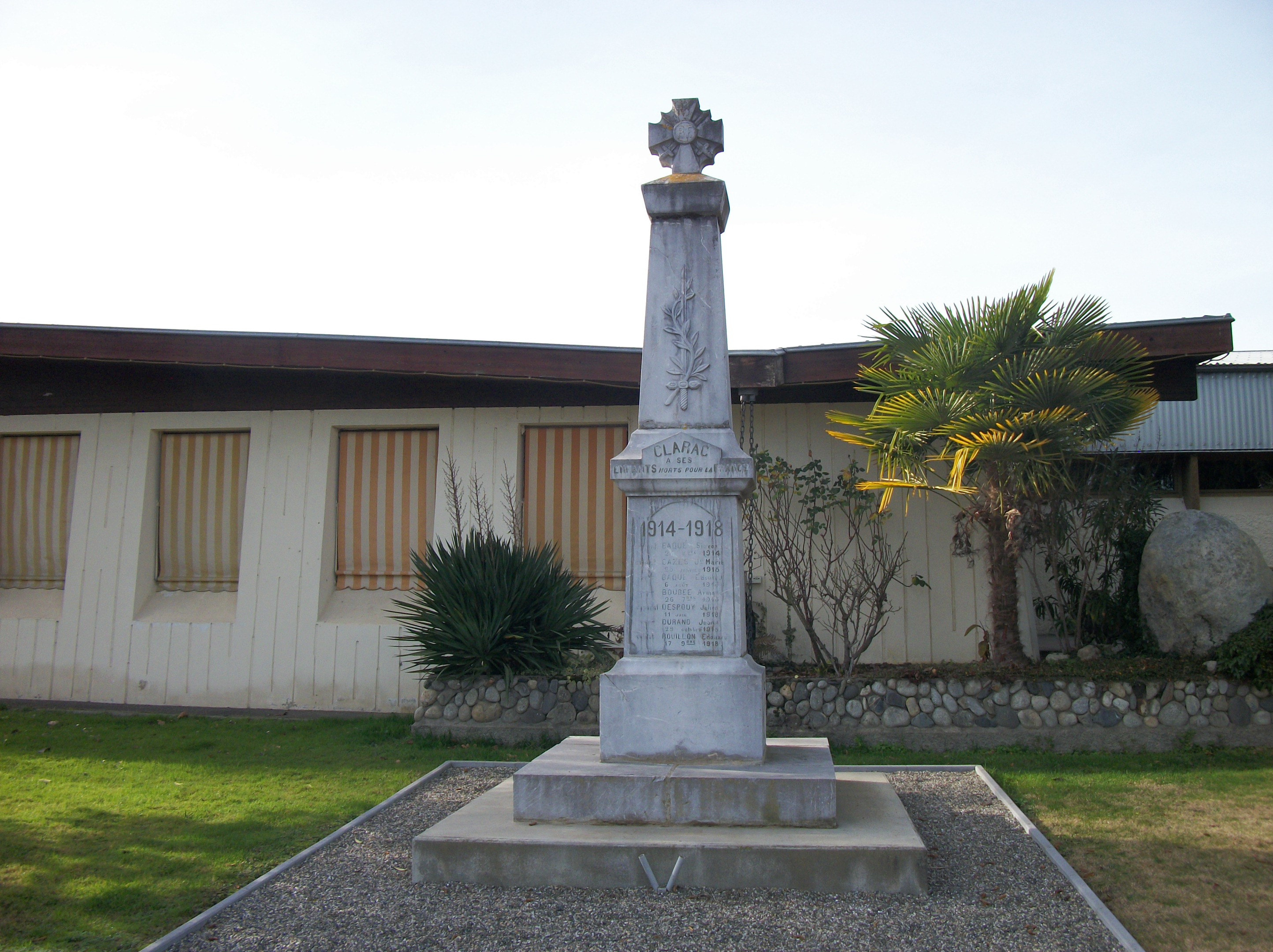
Monument aux morts
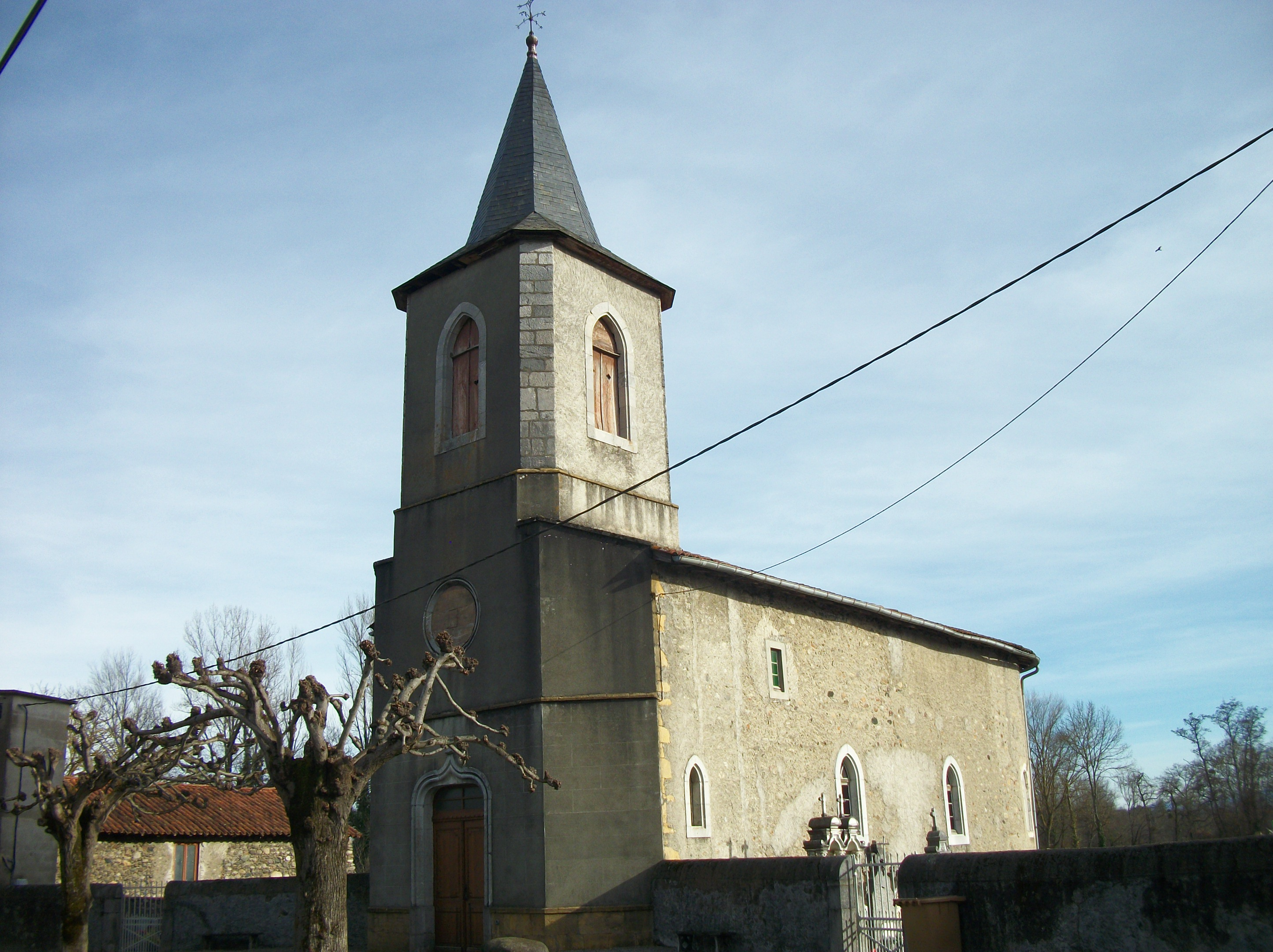
Église Saint-Blaise
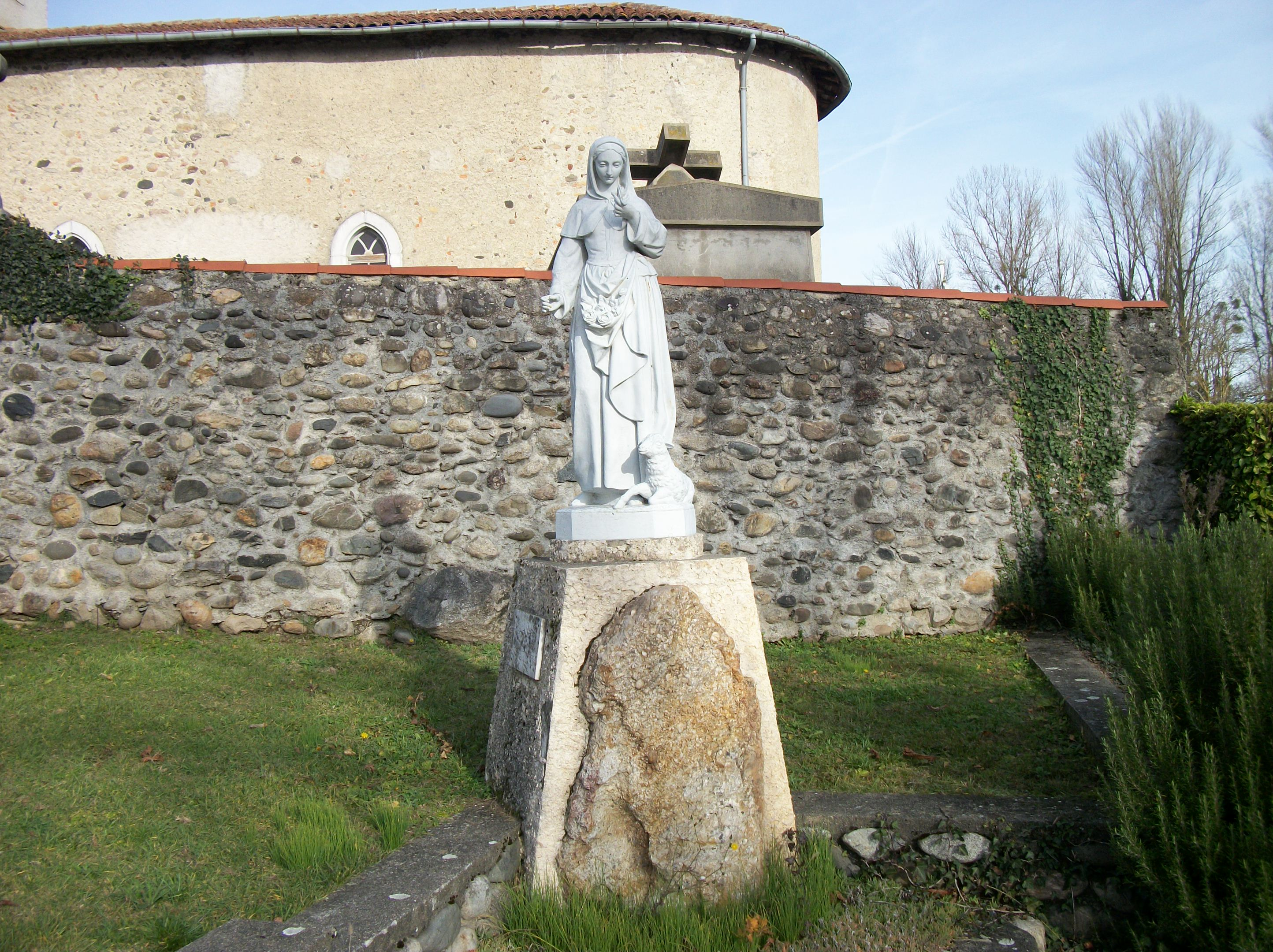
Statue de Sainte-Germaine
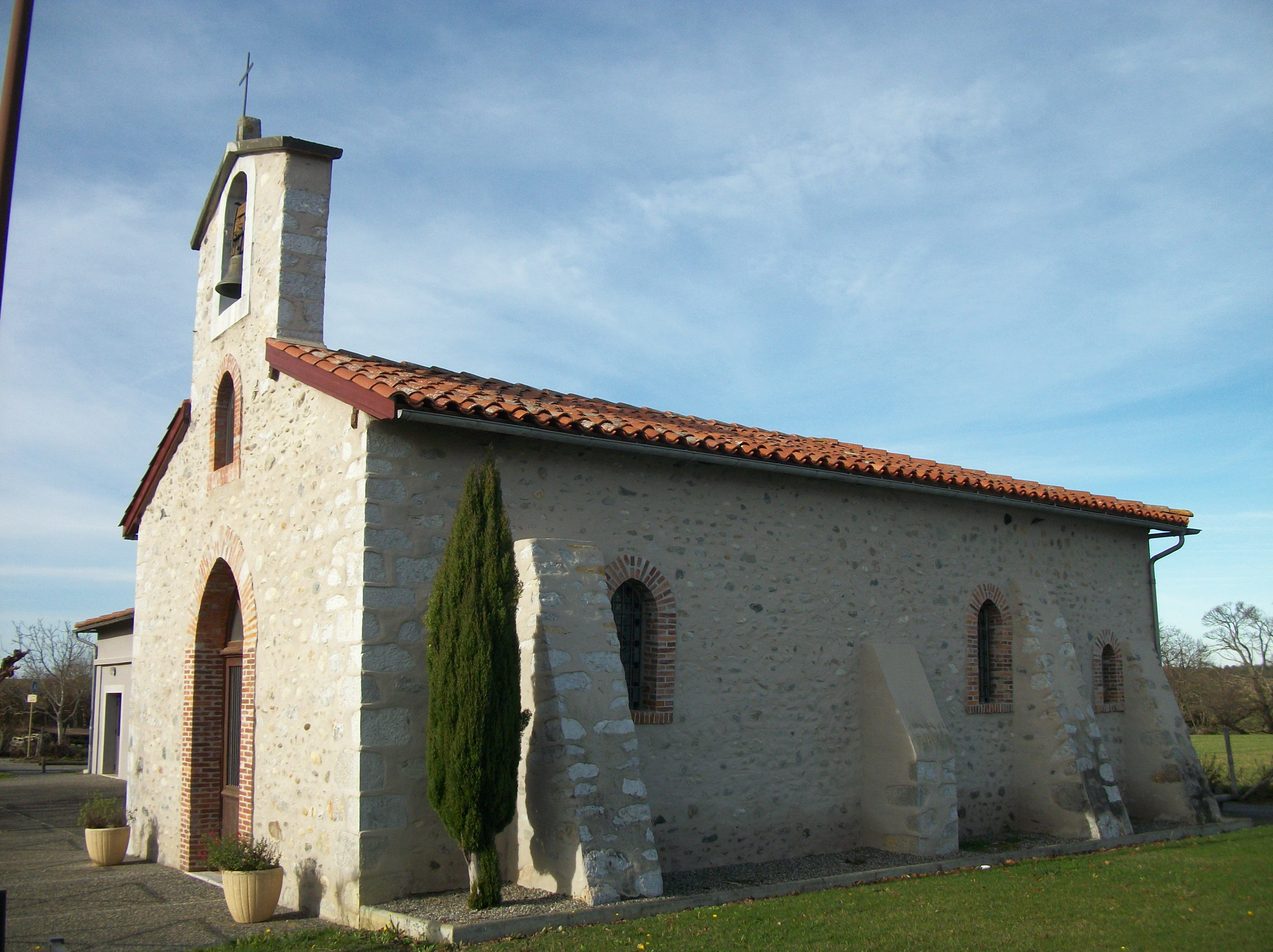
Chapelle dans le quartier Spéhis

## Pour approfondir